# Sovcoz

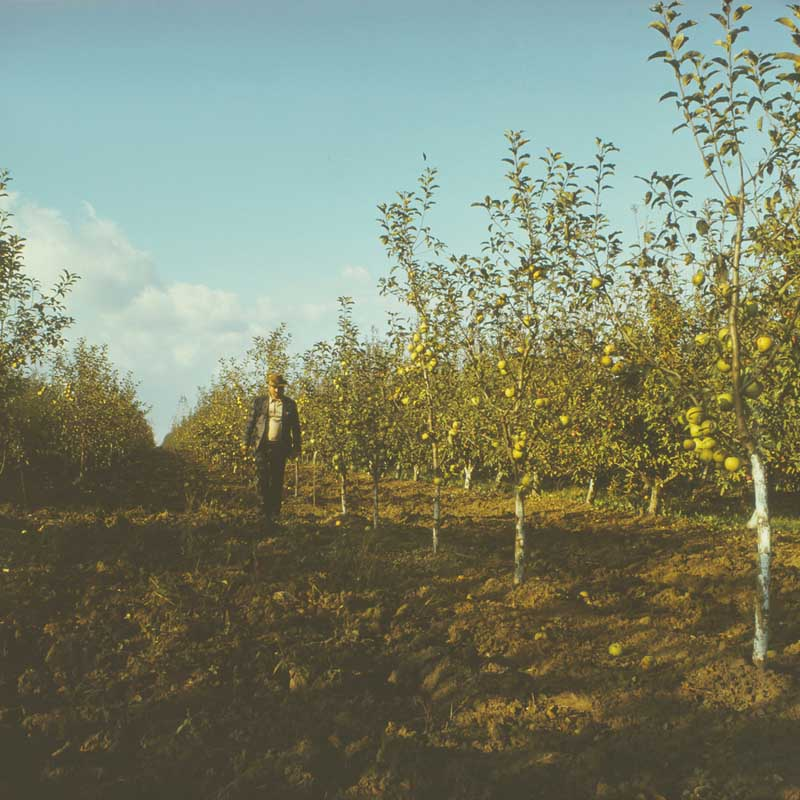
Sovcoz Sascani, na Moldávia, em 2012

sovcoz (em russo: совхоз; romaniz.: sovkhoz, forma abreviada de советское хозяйство, transliterado sovetskoe khozjajstvo) é comummente traduzida como «quinta soviética» ou «quinta estatal». Foram fazendas criadas pelo governo da União Soviética nos anos 1920. O termo continua a ser usado em algumas das ex-repúblicas soviéticas.

## História
Os sovcozes foram criados mediante a expropriação das terras dos kulaks, por ocasião da campanha de coletivização lançada por Stalin depois de 1928. Os membros de um sovcoz eram, coloquialmente, chamados sovcozianos (sovkhozniki). Com a mecanização das lavouras, esperava-se aumentar a produtividade agrícola, acumulando-se, assim, a renda necessária para a sustentação dos grandes projetos de eletrificação e industrialização. Porém a resistência dos kulaks foi muito além das expectativas. Mataram seu gado, inutilizaram suas ferramentas e, em muitas regiões, rebelaram-se abertamente contra o regime. Stalin foi implacável. Mobilizaram-se, inclusive, forças do Exército para cumprir o projeto de coletivização. Milhões de kulaks foram condenados a trabalhos forçados e deportados para os campos siberianos.
Os sovcozes foram idealizados como um "modelo de agricultura socialista do mais alto nível". Nos sovcozes, os trabalhadores eram recrutados dentre os agricultores sem terras, e recebiam salários. Um sistema de "passaportes internos" impedia o êxodo destes trabalhadores para as cidades, no que já foi chamado de "neoservidão".
Em 1990, a União Soviética tinha 25 500 sovcozes, que correspondiam a 45% das grandes propriedades agrícolas do país. O tamanho médio dos sovcozes era de 15.300 hectares (153 quilômetros quadrados), três vezes o tamanho médio dos colcozes, que eram as fazendas coletivas. Os sovcozes predominavam na região da Ásia Central da União Soviética. Após a dissolução da União Soviética em 1991, muitos sovcozes adquiriram o formato de empresas de capital aberto.